# 6992 Minano-machi
A 6992 Minano-machi (ideiglenes jelöléssel 1995 BT1) a Naprendszer kisbolygóövében található aszteroida. Kobajasi Takao fedezte fel 1995. január 27-én.